# Deliverance (álbum de Quietdrive)
Deliverance é o segundo álbum de estúdio da banda de rock estadunidense Quietdrive, lançado em 14 de outubro de 2008 pela gravadora The Militia Group.

## Faixas
Todas as faixas escritas e compostas por Quietdrive. 
| N.º | Título                | Duração |  |
| 1.  | "Believe"             | 3:32    |  |
| 2.  | "Deliverance"         | 3:22    |  |
| 3.  | "Daddy's Little Girl" | 3:43    |  |
| 4.  | "Motivation"          | 2:50    |  |
| 5.  | "Birthday"            | 3:14    |  |
| 6.  | "After All"           | 2:59    |  |
| 7.  | "Pretend"             | 3:09    |  |
| 8.  | "Hollywood"           | 2:56    |  |
| 9.  | "Kissing Your Lips"   | 2:58    |  |
| 10. | "Take Me Now"         | 3:59    |  |
| 11. | "Promise Me"          | 3:13    |  |
| 12. | "Secret"              | 4:18    |  |
| 13. | "Starbright"          | 4:28    |  |